# Nyamina

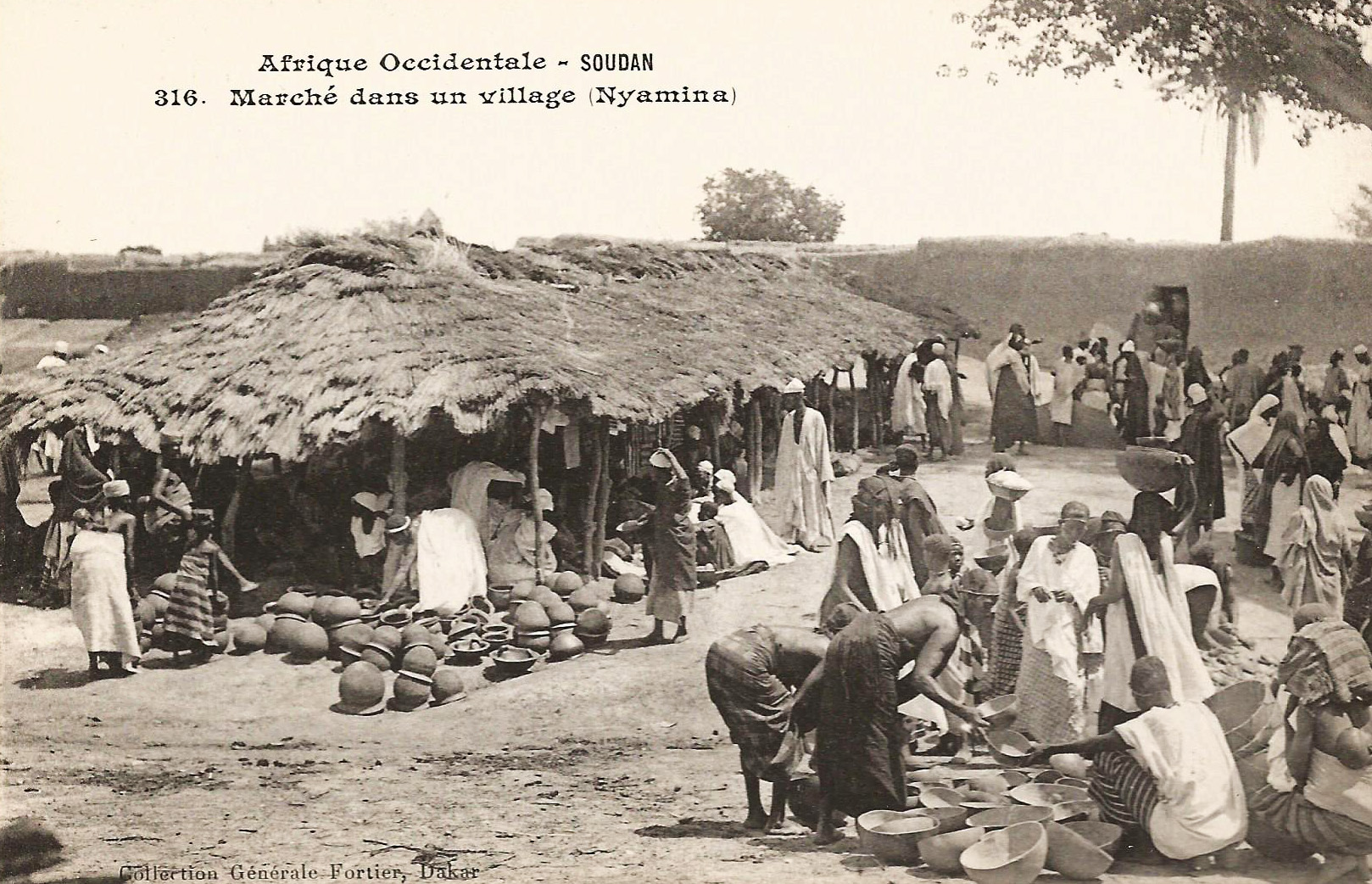
Markt in Nyamina zu Beginn des 20. Jahrhunderts. Fotografie von François-Edmond Fortier.

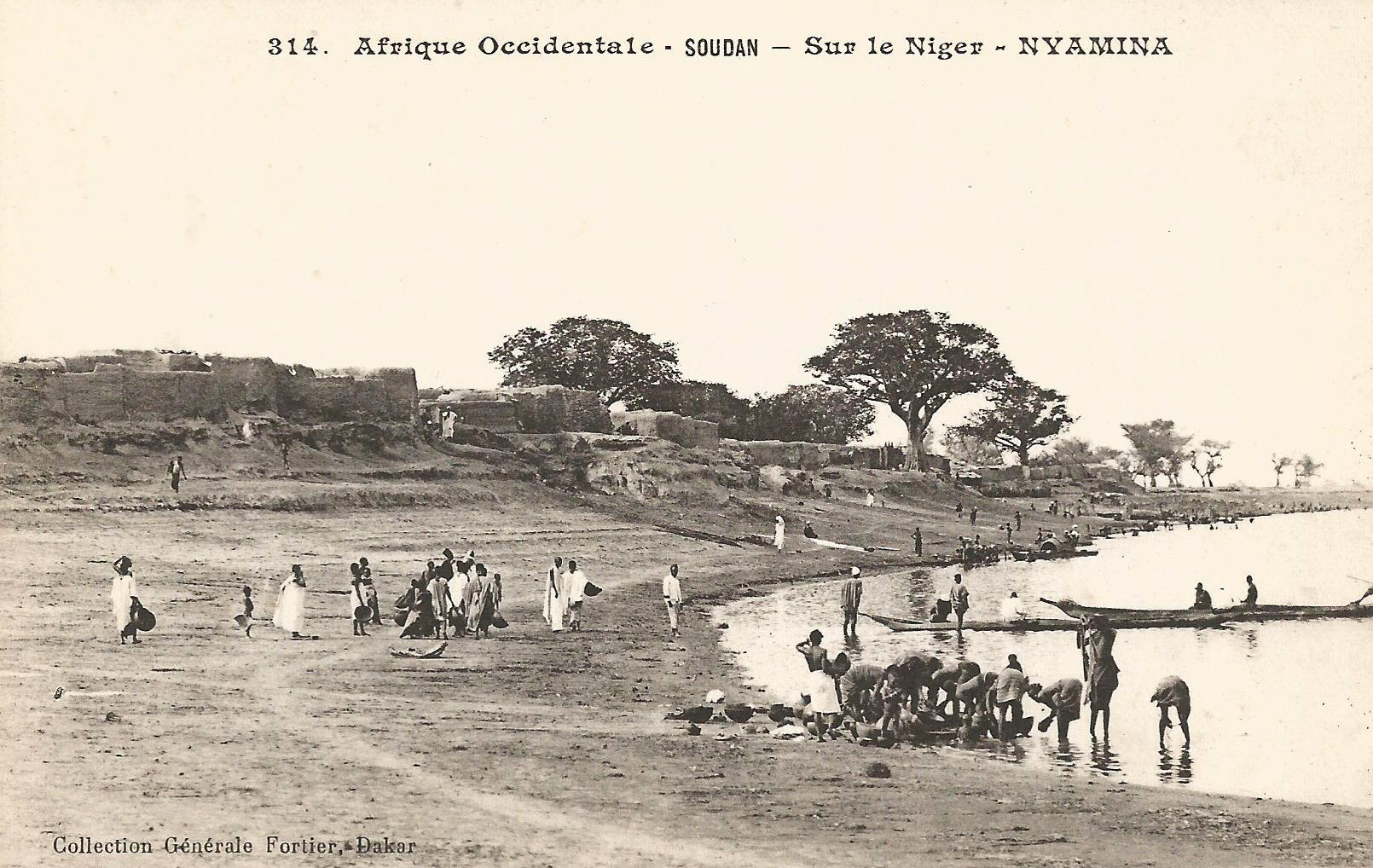
Ufer des Niger bei Nyamina zu Beginn des 20. Jahrhunderts. Fotografie von François-Edmond Fortier.

Nyamina ist eine Stadt in Mali. Sie liegt am linken Ufer des Niger, 80 km nordöstlich von Koulikoro.
Nyamina gehört zum Kreis Koulikoro in der Region Koulikoro. Die Einwohnerzahl der Stadt betrug gemäß den Ergebnissen der Volkszählungen in Mali 1998 27.059 und 2009 35.548 Personen.